# Apollon Chatsworth
Pour les articles homonymes, voir Apollon (homonymie) et Chatsworth.
L’Apollon Chatsworth est une sculpture en bronze datant du Ve siècle av. J.-C., dont la tête est conservée au British Museum de Londres (GR 1958.4-18.1). Un fragment de jambe qui semble provenir de la même statue se trouve au musée du Louvre (Br 69).

## La découverte
En 1836, une statue monumentale représentant certainement le dieu Apollon fut découverte dans l'île de Chypre, à Tamassos. Malheureusement, la sculpture se brisa lors du dégagement, et la tête a été acquise ultérieurement, en 1838 ou 1839, par un aristocrate anglais, William Cavendish (6e duc de Devonshire), qui l’a installée dans son domaine de Chatsworth, dont elle a gardé le nom. Elle fut ensuite transmise au British Museum. Le corps, selon la légende locale, servit à fondre une cloche. Néanmoins, une jambe entrée par don au musée du Louvre en 1884 a été récemment rapprochée de la tête sur des considérations techniques (l'alliage est très proche, et contient des traces d'or, élément assez rare dans le bronze grec en général ; de plus les noyaux eux-mêmes sont extrêmement proches).

## Technique

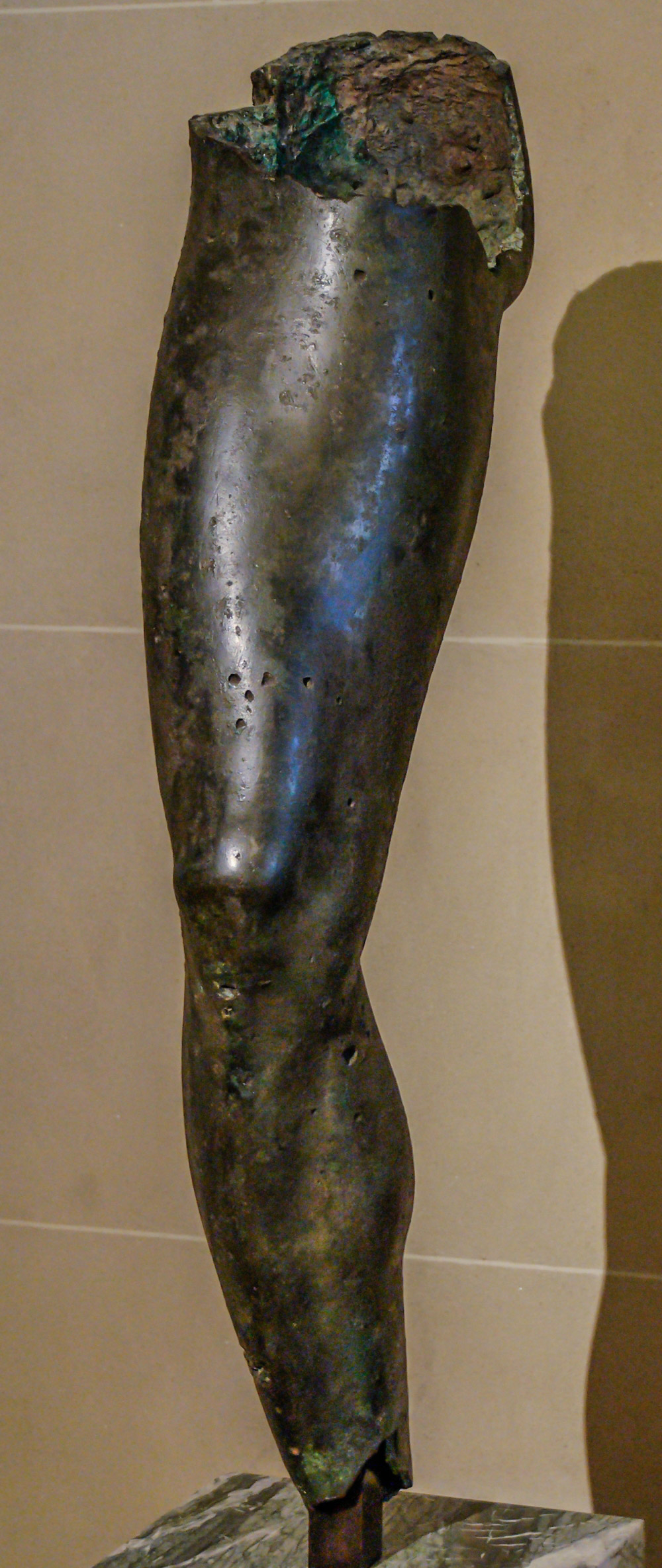
Jambe provenant probablement de l'Apollon Chatsworth, musée du Louvre (Br 69).

L'Apollon Chatsworth a été fondu à la cire perdue sur négatif (procédé indirect) dans un bronze à environ 9,5 % d'étain pour 90 % de cuivre et 0,5 à 1 % de plomb. La fracture de la jambe, située au niveau d'une zone de soudure, a montré que l'alliage de soudure est de même nature que celui de la jambe, ce qui met en valeur la grande maîtrise technique des bronziers grecs à cette période, la soudure de deux métaux fusant à la même température étant extrêmement difficile, mais permettant une évolution homogène de l'épiderme du bronze. Le métal d'apprêt est fondu en surplus, puis retravaillé afin de redonner à la sculpture le modelé voulu.

## Datation
La datation de la statue reste controversée, même si les spécialistes s'accordent plutôt sur la date de 460 av. J.-C., à la charnière entre la période archaïque et l'époque classique. Si la jambe ne permet pas d'avoir de certitude, la tête présente un style particulier : les volumes massifs, le large maxillaire inférieur et la petite bouche indiqueraient plutôt le style archaïque, mais on note des anomalies dans le traitement des détails, notamment dans l'agencement des mèches de la chevelure, qui peuvent faire penser à un travail néoclassique du Ier siècle av. J.-C. Toutefois, le lieu de découverte, Chypre, assez loin de la Grèce continentale, peut aussi expliquer ce phénomène.

## Sources
- (en) la Tête Chatsworth sur le site du British Museum
- Br69 sur le site du Louvre